# Miguel Alcobendas
Miguel Alcobendas Tirado (Madrid, 27 de diciembre de 1939 - Torremolinos, 3 de septiembre de 2014) fue un director de cine, guionista, realizador de televisión y escritor español.

## Biografía
En 1958 publicó poemas y artículos en la revista Nuevo Alcalá e ingresó en la Facultad de Ciencias Políticas y Económicas de Madrid, donde fundó y dirigió la revista Diálogo. En 1959 escribió los poemarios: A ti mujer y Gritos de soledad y esperanza.
En 1960 trasladó la matrícula a la Universidad de Barcelona, donde comenzó a dirigir el T.E.U. (Teatro Español Universitario), colaborando como actor con otros grupos independientes. Como director del T.E.U. de Económicas realizó el montaje de La hermosa gente de William Saroyan. Entre 1960 y 1962 dio recitales de poesía española de la Guerra Civil (Machado, García Lorca y Hernández) en diversos centros de la Universidad de Barcelona.
Escribió la obra de teatro La Taberna para TVE y adaptó obras teatrales. En 1962 trabajó profesionalmente en Barcelona como actor, en teatro, cine y televisión. Entre 1963 y 1964 dirigió el Grupo de Lecturas de Teatro en la Universidad de Barcelona.
En 1966, ya en Madrid, se integró en el grupo de teatro independiente Los Goliardos; también dio clases de fonética y dicción, e ingresó en la Escuela Oficial de Cinematografía en la especialidad de Dirección. Realizó el montaje de Ceremonia por un negro asesinado de Fernando Arrabal, estrenada en el Ateneo de Madrid el 8 de marzo de 1966, con la que Los Goliardos participan ese año en el Festival de Teatro de Nancy (Francia).
En 1967 se mudó Málaga, donde fundó Estudio 68, Teatro de Cámara y Ensayo, en el que impartió clases de dicción, fonética e historia del Teatro Español e Hispanoamericano y realizó los montajes de El proceso de Lucullus de Bertolt Brecht, Historias para ser contadas de Osvaldo Dragún y Bidermann y los incendiarios de Max Frisch. Realizó varios documentales turísticos sobre la Costa del Sol, spots de publicidad y películas institucionales. Colaboró en las secciones de arte y cine de los diarios Sur y Sol de España.
En 1968 escribió y realizó como locutor dos programas de radio: La hora bruja, programa poético nocturno en Radio Málaga y colabora en La pandereta desnuda, programa literario regional de Radio Nacional de España.
De 1968 a 1972, desempeñó las Vocalías de Arte y de Cine en el Ateneo de Málaga, e impartió cursos de Cine y Literatura en la Universidad de Málaga, para estudiantes graduados de Magisterio como prácticas de final de carrera.
A partir de 1970 escribió, produjo y dirigió cortometrajes cinematográficos al margen de industria, comprometido con la realidad cultural y social de Andalucía, al tiempo que trabaja en la Diputación Provincial de Málaga como Director de Exposiciones y Jefe del Servicio de Publicaciones, cargos que desempeña hasta 1986.
Entre 1973 y 1986, fundó y dirigió Jábega, Revista Cultural de la Diputación Provincial de Málaga y en 1975 creó la revista Monografías Espeleológicas del G.E.S. Entre 1976 y 1978 colaboró en la revista nacional Posible.
Fue fundador y director de la Semana de Cine Educativo de Málaga (1972), de la Semana de Cine Didáctico de Estepona (1977), del Certamen Internacional de Cine Campesino de Álora (1979), de las Jornadas de Cine Español de Torre del Mar (1980) y de los Ciclos de Cine Infantil de Marbella y San Pedro de Alcántara (1983).
Editó un libro sobre Luis Alcoriza (1977), para el Festival Iberoamericano de Cine de Huelva y otro sobre Luis Cuadrado (1978), para la Semana Internacional de Cine de Melilla. En 1982 publicó la Guía de la Provincia de Málaga con Ediciones La Farola.
En 1983 creó la colección Poesía Joven malagueña, publicando: Papeles de gastronomía malagueña y Málaga a mesa y mantel de Enrique Mapelli, Málaga en el cante de José Luque Navajas, Taller del Patio de Pilar García Millán, Estampas del vino de Málaga y la Axarquía y Leyendas malagueñas de José Garijo. En 1984 coordinó y dirigió la Enciclopedia Málaga, en cuatro volúmenes. En 1985 publicó Málaga, personajes en su historia.
Entre 1987 y 1999, impartió diversos cursos en la Filmoteca de Andalucía (Córdoba), Facultad de Ciencias de la Información (Málaga), Facultad de Filosofía y Letras (Sección de Extranjeros), Escuela Superior de Periodismo (Sevilla), sobre el guion cinematográfico y televisivo, Literatura y Cine, La novela contemporánea española, La Generación del 98, Lorca: la Poesía y el Cine, La creación literaria y Picaresca y costumbrismo.
Desde el comienzo de su actividad cinematográfica dio diversas conferencias basadas en su obra, tanto cinematográfica como televisiva en diversas Universidades, Institutos y Centros Culturales, españoles, franceses e italianos. Colaboró en distintas publicaciones con trabajos sobre el cine andaluz. Fue responsable de la Comisión de Cine del Congreso de Cultura Andaluza, y ha represenó a Andalucía en diversas conversaciones, encuentros, congresos y conferencias sobre el cine de las nacionalidades que se han celebrado en España. Fue cofundador y miembro de la productora Mino-Films y del Colectivo Independiente de Cine Andaluz. En 1978 creó su propia productora.

## Filmografía

### Cortometrajes cinematográficos
- 1970: La pintura de vanguardia en Málaga, Romance de ciego
- 1971: 
  - Marinistas malagueños
  - La cueva de la Pileta
- 1972: Medusa, Casares
- 1974: Cantes de Málaga
- 1975: Málaga y Picasso
- 1976:
  - Arquitectura en la Costa del Sol
  - Romance de una mujer española
  - Pintores del mar
  - Camelamos naquerar
- 1977: 
  - Réquiem andaluz
  - El Desprendimiento
  - Toro muerto
  - Lorca y la Barraca]
- 1978: Marruecos
- 1979: Cártama, un municipio olvidado Virgen de los Remedios ruega por nosotros
- 1980: Andaluces en París (largometraje sin concluir sobre los exiliados andaluces)
- 1982: Almadraberos
- 1984: Pedro Garfias, poeta de la guerra civil española

### Televisión
En 1986, Miguel Alcobendas abandonó todas las actividades profesionales, incluida la cinematográfica, para dedicarse exclusivamente a escribir y realizar series documentales para televisión. En 1988 hizo la serie bilingüe, Andaluces en Cataluña, de seis capítulos de media hora cada uno, emitida por TV3 y Canal Sur TV.
Recidió año y medio en Barcelona trabajando para las productoras Provideo y Video-Spot. Fue cofundador de la productora catalana Joc-Ras, para quien habitualmente realizaba programas. Escribió varios guiones para televisión catalana y realizó programas para el Ayuntamiento de Barcelona, la Corporación Metropolitana y la Generalidad de Cataluña.
De 1990 a 1992, trabajó como realizador freelance para varias productoras dedicadas al vídeo institucional, industrial y publicitario.
En 1993, escribió, dirigió y realizó con la productora Video-Sur, la serie documental de trece capítulos, Deporte para todos, para Canal Sur Televisión: El Atletismo, La Montaña, La Gimnasia, La Piscina, La Rueda, La Pesca, La Red, El Caballo, El Tiro, La Navegación, El Aire, La Nieve, El Ritmo. La serie fue emitida en Canal Sur TV por primera vez en 1994. En 1994 y 1995 continuó realizando con la productora Video-Sur programas industriales, institucionales y publicitarios: Vensisel, Unisport, Nacer: Un parto natural, Frigiliana: un pueblo morisco de la Axarquía, Aeropuerto de Málaga: simulacro de accidente, Desarrollo de Turismo Rural en Ronda, Divos-Maniquí, Plan Joven para Málaga,  etc.
En 1996, hazo la serie. Al sur, Granada, de la que fue guionista, director y realizador: Las Rutas de Al-Andalus, Naturaleza y Paisaje, La Alta Alpujarra, Los Neveros de la Sierra, Esquiar en Sierra Nevada, Deportes en Color, La Ciudad Inolvidable, Los Oficios Artesanos, La Música Histórica, Lorca y la Poesía, Cantar y Bailar, Fiestas Populares, La Mirada de Brenan. Su estreno se hizo en la parrilla de verano de 1998, coincidiendo con la inauguración de la Segunda Cadena de Canal Sur Televisión.
En 1997 escribió el guion para el programa infantil de televisión, La Oreja Verde. De 1998 a 2000, trabajó para la Productora SAFA de Estambul para quien hizo: Inch-Allah, El Agua en Oriente Medio, Los Orígenes del Cristianismo, Terremoto! y Los Barberos en el Mediterráneo,  en colaboración con EUROMED y APIMED (Asociación de Productoras Independientes para el Desarrollo de la Cinematografía en el Mediterráneo)
En 2001 impartió cursos de Cine Documental en el Instituto Estatale “Pino Pascali” y en la Facultad de Ciencias de la Educación de la Universidad de Bari (Italia). En 2002 realizó diversos reportajes para el Cabildo Canario en Tenerife.

## Obra publicada
En noviembre de 2004 el Centro de Ediciones de la Diputación de Málaga, publicó su libro Los saharauis donde el autor hace una reflexión sobre el pasado del pueblo saharaui y la injusta situación en que se encuentran quienes, hasta la muerte de Franco fueron colonia española.
Para la editora Arguval (Málaga) ha publicado los siguientes libros:
- La cocina tradicional de Granada (2007)
- La cocina de Marruecos (2008)
- Aforismos (2009)
- La cocina de Grecia (2010)

Ante los graves acontecimientos ocurridos en el Sahara, en diciembre de 2010 publicó, Las Mujeres saharauis en los campos de refugiados, Centro de Ediciones de la Diputación de Málaga.